# On Stage
Az On Stage az amerikai Rainbow hard rock együttes első koncertlemeze.
A lemez felvételei a Rising turnéjának különböző németországi és japán állomásán zajlottak.
A Kill the King című szám annak ellenére került fel az albumra, hogy nagylemezen még nem szerepelt (ld. 1978-as Long Live Rock ’n’ Roll).

## Dalok
| 1. | Kill the King                                   | Blackmore, Dio, Powell                            | 5:32  |
| 2. | Man on the Silver Mountain / Blues / Starstruck | (Blackmore, Dio) / (Blackmore) / (Blackmore, Dio) | 11:12 |
| 3. | Blues                                           | Blackmore                                         |       |
| 4. | Starstruck                                      | Blackmore, Dio                                    |       |

| 1. | Catch the Rainbow | Blackmore, Dio | 15:35 |

| 1. | Mistreated | Blackmore, Coverdale | 13:03 |

| 1. | Sixteenth Century Greensleeves | Blackmore, Dio         | 7:36  |
| 2. | Still I'm Sad                  | McCarty, Samwell-Smith | 11:01 |

## Zenészek
- Ronnie James Dio - ének
- Ritchie Blackmore - gitár
- Tony Carey - billentyűs hangszerek
- Jimmy Bain - basszusgitár
- Cozy Powell - dobok